# Bobbi Humphrey
Bobbi Humphrey, pseudonimo di Barbara Ann Humphrey (Marlin, 25 aprile 1950), è una cantante e flautista statunitense.

## Discografia
- 1971 - Flute In (Blue Note)
- 1972 - Dig This! (Blue Note)
- 1973 - Blacks and Blues (Blue Note)
- 1973 - Bobbi Humphrey Live: Cookin' with Blue Note at Montreux (Blue Note)
- 1974 - Satin Doll (Blue Note)
- 1975 - Fancy Dancer (Blue Note)
- 1977 - Tailor Made (Epic)
- 1978 - Freestyle (Epic)
- 1979 - The Good Life (Epic)
- 1989 - City Beat (Malaco)
- 1990 - Let's Get Started (Warner Bros.)
- 1994 - Passion Flute (Paradise Sounds)